# بوبي تايلور (لاعب كرة قدم أمريكية)
بوبي تايلور (بالإنجليزية: Bobby Taylor)‏ هو لاعب كرة قدم أمريكية أمريكي، ولد في 28 ديسمبر 1973 في هيوستن في الولايات المتحدة.

## وصلات خارجية
- بوبي تايلور على موقع مرجع كرة القدم المحترفة.كوم (الإنجليزية)